# Compsocerops
Compsocerops — вимерлий рід темноспондилів надродини Brachyopoidea. Жив на території Гондвани (Індії та Бразилії) за пізнього тріасу

## Історія вивчення
Вперше було описано Sengupta 1995 року разом із Kuttycephalus, іншим представником Chiguttisauridae, з яким компсоцеропс, імовірно, міг співіснувати. Обидва походять із верхньої частини формації Малері, котловини Прангіта-Ґодаварі, на території штату Телангана, Індія. Ця стратиграфічна зона, ймовірно, норійська за віком, на що вказує, зокрема, відсутність ринхозаврів (наявних у нижній частині тієї самої формації), остаточно вимерлих, імовірно, невдовзі після початку норію, й подібність тамтешніх фітозаврів до норійських родичів. Примітна особливість локації — представленість Chigutisauridae й Metoposauridae. Вона є, таким чином, наразі єдиною підтвердженою точкою перетину ареалів цих двох родин. Втім, імовірно, там вони також не співіснували оскільки метопозаврид було знайдено в давніших породах.
Згодом, 2012 року, було повідомлено про знахідку імовірного невизначеного виду компсоцеропса в карнійських покладах Бразилії. Відомо його з фрагментарного черепа що нагадує матеріал з Індії. Так само з карнію Бразилії відомо потенційні фрагментарні рештки метопозаврид, що робить її іншою потенційною точкою перетину ареалів Metoposauridae й Chigutisauridae, проте наразі бразильських «метопозаврид» відомо із надто фрагментарних решток і для перевірки цього припущення потрібно більше матеріалу.